# 1130
Năm 1130 trong lịch Julius.

## Sự kiện
- Giáo hoàng Innôcentê II, theo niên giám tòa thánh năm 1861 thì ông đắc cử Giáo hoàng năm 1130 và ở ngôi Giáo hoàng trong 13 năm 7 tháng 10 ngày.
- Trận Hoàng Thiên Đãng trận chiến trong chiến tranh Kim-Tống trong lịch sử Trung Quốc năm 1130 giữa tướng nhà Tống là Hàn Thế Trung và tướng nhà Kim là Ngột Truật.

## Mất
Không rõ ngày tháng
- Sùng Hiền hầu, thụy hiệu Cung hoàng đế (恭皇帝), cha của Lý Thần Tông đồng thời là Thái thượng hoàng đầu tiên trong Lịch sử Việt Nam.